# Paul Piales
Paul Piales, né le 12 novembre 1895 à Aurillac et mort le 6 mars 1987 dans la même ville, est un homme politique français.

## Biographie
Paul Piales grandit à Aurillac jusqu'au baccalauréat.
Affecté dans l'artillerie durant la Première Guerre mondiale, il sera décoré de la croix de guerre.
Il reprend ses études et est reçu à l'école polytechnique. Paul Piales devient industriel bonnetier à Aurillac en 1927.
Il est inhumé au cimetière Massigoux d'Aurillac.

## Détail des fonctions et des mandats

### Mandats locaux
- Membre de la Commission administrative départementale (1941-1942)[3]
- Nommé membre du Conseil départemental en 1942.
- mai 1959 - mars 1965 : maire d'Aurillac[4]

### Mandat parlementaire
- 7 novembre 1948 - 1er octobre 1971 : sénateur du Cantal (réélu les 19 juin 1955, 26 avril 1959 et 23 septembre 1962)